# Henry Dunant
Jean Henri Dunant (8.5.1828 – 30.10.1910), tức Henry Dunant hoặc Henri Dunant, là một nhà kinh doanh và nhà hoạt động xã hội người Thụy Sĩ. Trong chuyến đi buôn bán năm 1859, ông đã chứng kiến hậu quả của Trận Solferino ở nước Ý ngày nay. Ông đã ghi lại ký ức và các kinh nghiệm của mình trong quyển Một ký ức về Solferino, sách này đã gợi ý cho việc thành lập Ủy ban Chữ thập đỏ quốc tế (ICRC) năm 1863. Công ước Genève năm 1864 cũng đã dựa trên các ý tưởng của Dunant.
Năm 1901 ông được nhận giải Nobel Hòa bình đầu tiên chung với Frédéric Passy.

## Tiểu sử

### Thời niên thiếu
Dunant sinh tại Genève, Thụy Sĩ, là con trai đầu lòng của nhà doanh nghiệp Jean-Jacques Dunant và vợ là Antoinette Dunant-Colladon. Gia đình Dunant rất sùng đạo Tin Lành hệ phái Calvin và có ảnh hưởng lớn trong xã hội Genève thời đó. Cha mẹ ông rất quan tâm tới giá trị của công việc xã hội, ông thường giúp đỡ các trẻ mồ côi cùng các tù nhân được tha theo lời hứa danh dự. Mẹ ông thì làm việc giúp các người bệnh tật, người nghèo khổ.
Dunant lớn lên trong thời kỳ có phong trào "Thức tỉnh tôn giáo", gọi là Réveil. Khi lên 18 tuổi, ông gia nhập "Hội bố thí Genève". Các năm sau, cùng với bạn bè, ông lập ra cái gọi là "Thursday Association" (Hiệp hội ngày thứ Năm), một nhóm thanh niên họp mặt vào ngày thứ Năm hàng tuần để học hỏi Kinh Thánh và giúp đỡ các người nghèo. Ông dùng nhiều thời gian rảnh rỗi để vào thăm các tù nhân và làm việc xã hội. Ngày 30.11.1852, ông lập phân hội YMCA Genève và 3 năm sau ông tham dự cuộc họp mặt ở Paris để thành lập tổ chức YMCA quốc tế.
Năm 1849, ở tuổi 21, Dunant bị buộc phải rời trường Collège Calvin vì học kém, ông bắt đầu học nghề tại hãng đổi tiền Lullin et Sautter. Sau đó ông được giữ lại làm một viên chức ngân hàng.

## Algérie

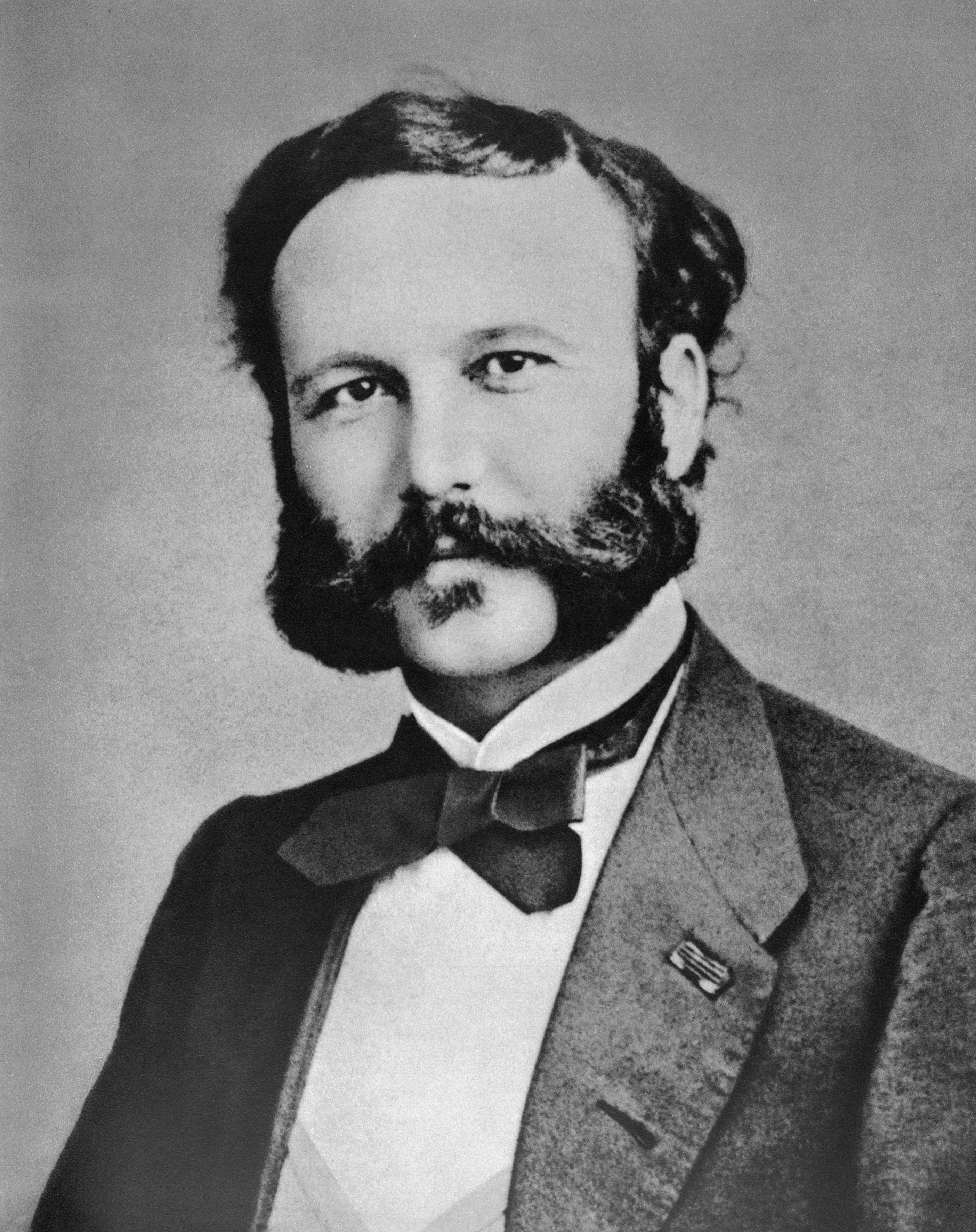
Henri Dunant, khoảng năm 1860.

Năm 1853, Dunant tới thăm Algérie, Tunisia, và Sicilia, do được giao nhiệm vụ cùng với một công ty dành cho "các thuộc địa Sétif" (Compagnie genevoise des Colonies de Sétif). Dù còn ít kinh nghiệm, ông đã hoàn thành nhiệm vụ được giao. Được gợi hứng từ chuyến đi, ông viết quyển sách đầu tiên của mình nhan đề Notice sur la Régence de Tunis", (Ghi chép về việc Nhiếp chính Tunis), xuất bản năm 1858.
Năm 1856, ông lập việc kinh doanh ở các thuộc địa nước ngoài, và, sau khi được cấp nhượng địa của Pháp ở Algérie, ông lập một công ty gọi là Société financière et industrielle des Moulins des Mons-Djémila (Công ty Tài chính và Kỹ nghệ Cối xay gió Mons-Djémila). Tuy nhiên quyền sử dụng đất và nước không được ấn định rõ ràng, và chính quyền thuộc địa cũng không muốn hợp tác. Do đó, Dunant quyết định trực tiếp kêu gọi hoàng đế Pháp Napoléon III, lúc đó đang đóng quân ở Lombardy. Thời đó Pháp chiến đấu bên cạnh Vương quốc Sardegna chống lại Áo, đang chiếm đóng phần lớn đất Ý ngày nay. Tổng hành dinh của Napoleon III đóng tại thành phố nhỏ Solferino. Dunant viết một quyển sách nịnh hót đầy những lời ca tụng Napoleon III nhằm tặng ông này, rồi du hành tới Solferino để gặp Napoléon III.

## Trận Solferino

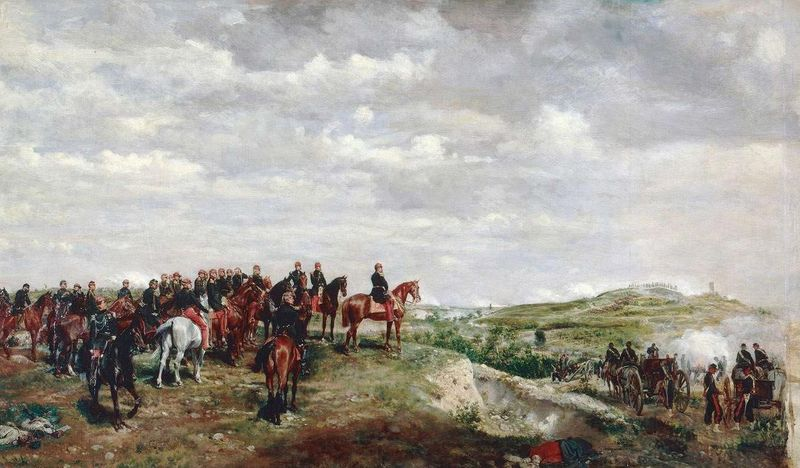
Napoléon III à Solférino (1864), tranh của Jean-Louis-Ernest Meissonier

Dunant tới Solferino vào buổi tối ngày 24.6.1859, cùng ngày diễn ra Trận Solferino giữa 2 phe ở gần đó. Ba mươi tám ngàn người bị chết và bị thương, hấp hối trên chiến trường, và các người bị thương tỏ ra ít được chăm sóc. Bị sốc vì tình trạng này, Dunant tự đảm nhiệm việc tổ chức thường dân - đặc biệt các phụ nữ và con gái - để giúp đỡ các binh sĩ bị thương và bị bệnh. Họ thiếu thốn dụng cụ và đồ tiếp liệu, Dunant phải tự mình tổ chức việc mua các dụng cụ cần thiết để giúp dựng lên các bệnh viện tạm thời. Ông đã thuyết phục được dân chúng, cả các phụ nữ ở thành phố Castiglione delle Stiviere lân cận, giúp đỡ các binh sĩ bị thương bất kể thuộc phe nào, theo khẩu hiệu "Tutti fratelli" (Mọi người đều là anh em). Ông cũng thuyết phục được phe Pháp thả các bác sĩ người Áo bị cầm tù, để họ giúp các người bị thương.

## Chữ thập đỏ
Sau khi trở về Genève vào đầu tháng Bảy, Dunant quyết định viết một sách về các kinh nghiệm trải qua, dưới tên Un Souvenir de Solferino (một kỷ niệm về Solferino), xuất bản năm 1862 với ấn bản 1.600 quyển được in bằng tiền riêng của Dunant. Trong sách này, ông mô tả trận Solferino, các thiệt hại và tình trạng hỗn loạn sau trận đánh. Ông cũng khai triển ý tưởng lập một tổ chức trung lập trong tương lai để chăm sóc các binh sĩ bị thương. Ông phân phát sách này cho nhiều nhà lãnh đạo chính trị và quân sự ở châu Âu.

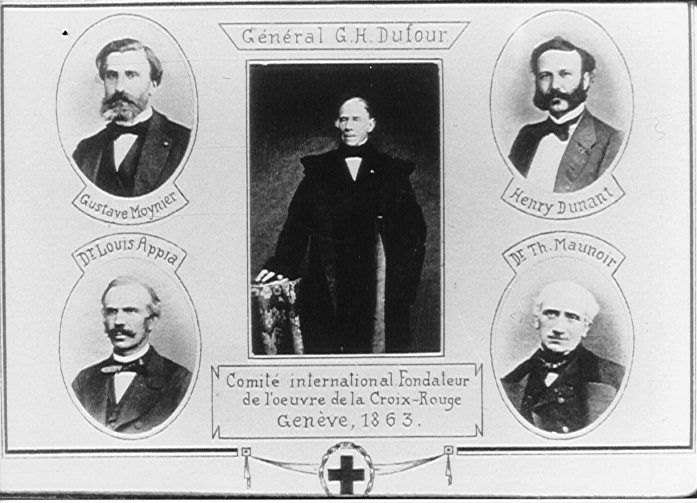
Bản vẽ 5 người sáng lập Ủy ban quốc tế.

Dunant cũng bắt đầu du hành khắp châu Âu để quảng bá các ý tưởng của mình. Sách của ông được nhiều người hoan nghênh. Luật gia Gustave Moynier, chủ tịch "Hội Phúc lợi công cộng Genève" đã đưa sách này cùng các gợi ý của nó thành đề tài thảo luận trong cuộc họp của tổ chức này ngày 9.2.1863. Các gợi ý của Dunant đã được các hội viên xem xét và đánh giá cao. Họ lập ra một Ủy ban 5 người để tìm cách thực hiện ý định của họ và mời Dunant làm một ủy viên. Các ủy viên khác là Moynier, viên tướng quân đội Thụy Sĩ Henri Dufour, các bác sĩ Louis Appia và Théodore Maunoir. Cuộc họp đầu tiên của ủy ban diễn ra ngày 17.2.1863, nay được coi là ngày thành lập Ủy ban Chữ thập đỏ quốc tế.
Từ đầu, Moynier và Dunant đã có nhiều bất đồng ý kiến và xung khắc đối với kế hoạch và dự kiến của riêng họ. Moynier coi ý tưởng thiết lập sự che chở trung lập cho việc chăm sóc bệnh binh của Dunant là không hợp lý và khuyên Dunant từ bỏ ý định này. Tuy nhiên, Dunant vẫn tiếp tục biện hộ cho ý tưởng của mình trong các chuyến du hành và đàm đạo với các nhân vật chính trị và quân sự cấp cao.
Tháng 10 năm 1863, 14 quốc gia tham dự một cuộc họp ở Genève do ủy ban nói trên tổ chức để thảo luận về cải thiện việc chăm sóc cho các binh sĩ bị thương. Tuy nhiên, bản thân Dunant, chỉ là người lãnh đạo theo nghi thức lễ tân, vì Moynier nỗ lực tìm cách xóa bỏ vai trò của ông trong hội nghị này. Một năm sau, một hội nghị ngoại giao do nghị viện Thụy Sĩ tổ chức, dẫn tới việc ký kết Công ước Genève lần đầu bởi 12 quốc gia. Lần này Dunant cũng lại chỉ đảm nhận việc tổ chức nơi ăn chốn ở cho các người tham dự.

## Thời kỳ bị quên lãng

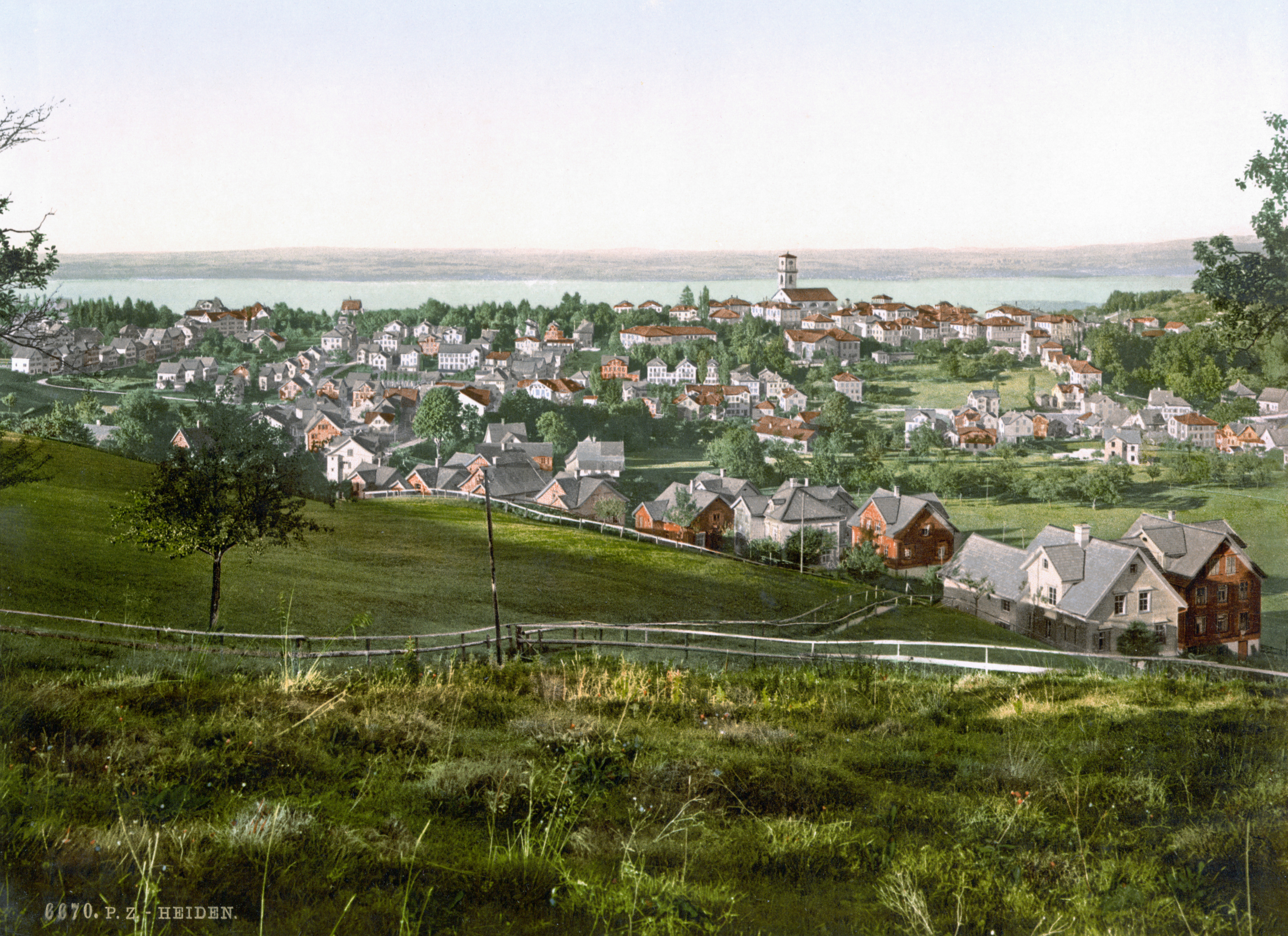
Heiden khoảng năm 1900

Việc kinh doanh ở Algérie của Dunant đã bị thiệt hại, một phần do việc hiến thân vào các lý tưởng nhân đạo của ông. Tháng 4 năm 1867, việc phá sản của hãng tài chính Crédit Genevois dẫn tới một vụ scandal liên lụy tới Dunant. Ông buộc phải tuyên bố phá sản và bị Tòa án Thương mại Genève xét xử ngày 17.8.1868 vì lừa dối trong các vụ phá sản. Do có đầu tư vào hãng tài chính Crédit Genevois, gia đình ông cùng nhiều người bạn cũng bị ảnh hưởng bởi việc phá sản này. Sự phản đối kịch liệt của xã hội Genève, một thành phố mọc rễ sâu trong truyền thống thần học Calvin, cũng yêu cầu ông phải tự tách ra khỏi Ủy ban quốc tế. Ngày 25.8.1867, ông từ chức thư ký và ngày 8.9 cùng năm, ông hoàn toàn ra khỏi Ủy ban. Moynier, người trở thành chủ tịch Ủy ban vào năm 1864, đã đóng vai chính trong việc trục xuất ông.
Tháng 2 năm 1868, mẹ của Dunant từ trần. Cuối năm này, ông cũng bị trục xuất khỏi YMCA. Tháng 3 năm 1867, ông rời thành phố quê hương Genève và cho tới cuối đời đã không hề trở lại. Trong các năm sau, Moynier dường như đã dùng thế lực của mình để cố ngăn chặn không cho Dunant nhận được sự ủng hộ và sự giúp đỡ của các bạn bè. Ví dụ, giải huy chương vàng của Sciences Morales tại Hội chợ thế giới Paris đã không được trao cho Dunant như dự kiến ban đầu, mà trao cho cả Moynier, Dufour và Dunant, nên tiền thưởng được trao toàn bộ cho Ủy ban. Đề nghị của Napoléon III là trả một nửa món nợ của Dunant, nếu các bạn của ông đồng ý trả nửa món nợ kia cũng bị Moynier phá.
Dunant di chuyển tới Paris, nơi ông sống trong điều kiện nghèo nàn. Tuy nhiên ông vẫn theo đuổi các lý tưởng và kế hoạch nhân đạo của mình. Trong cuộc chiến tranh Pháp-Phổ (1870-1871), ông lập ra "Hội Cứu tế chung" (Allgemeine Fürsorgegesellschaft) và ngay sau đó là "Liên minh chung vì Trật tự và Văn minh" (Allgemeine Allianz für Ordnung und Zivilisation). Ông biện hộ cho các cuộc thương thuyết giải trừ quân bị và cho việc lập lên một tòa án quốc tế để làm trung gian hòa giải các xung đột quốc tế. Sau đó ông đề xướng việc thành lập một thư viện thế giới, một ý tưởng có tiếng vang trong các dự án sau này như Tổ chức Giáo dục, Khoa học và Văn hóa Liên Hợp Quốc (UNESCO).
Trong sự tiếp tục theo đuổi các lý tưởng của mình, ông đã từ chối địa vị và thu nhập cá nhân, rơi vào tình trạng nợ ngập đầu và bị các giới quen biết xa lánh. Dù được bổ nhiệm làm hội viên danh dự của các hội Chữ thập đỏ quốc gia của Áo, Hà Lan, Thụy Điển, Phổ và Tây Ban Nha, ông hầu như bị quên lãng trong các bài diễn văn chính thức của Phong trào Chữ thập đỏ, ngay cả khi phong trào này lan nhanh tới các nước mới. Ông sống trong sự nghèo khổ, di chuyển tới nhiều nơi khác nhau từ năm 1874 tới năm 1886, trong đó có Stuttgart, Roma, Corfu, Basel và Karlsruhe. Tại Stuttgart ông gặp sinh viên Rudolf Müller của Đại học Tübingen và trở nên bạn thân thiết. Năm 1881, cùng với các bạn ở Stuttgart, ông tới ngôi làng nhỏ Heiden của Thụy Sĩ lần đầu. Năm 1887 khi sống tại Luân Đôn, ông bắt đầu nhận vài trợ giúp tài chính hàng tháng từ các người trong gia đình ở xa. Điều này làm cho ông sống dễ chịu hơn, và ông trở lại làng Heiden vào tháng 7 cùng năm. Ông sống quãng đời còn lại tại đây, và sau ngày 30.4.1892 ông sống trong một bệnh viện và nhà dưỡng lão do bác sĩ Dr. Hermann Altherr lãnh đạo.
Tại Heiden, ông gặp giáo viên trẻ Wilhelm Sonderegger và vợ là Susanna; họ khuyến khích ông ghi lại các kinh nghiệm trong cuộc sống của mình. Vợ của Sonderegger đã lập một chi nhánh Chữ thập đỏ ở Heiden và năm 1890 Dunant trở thành chủ tịch danh dự của chi nhánh này. Với Sonderegger, Dunant hy vọng đẩy các lý tưởng của mình xa hơn, trong đó có việc tái bản quyển sách của ông. Tuy nhiên, tình bạn của họ sau đó bị căng thẳng do các cáo buộc vô lý của Dunant là Sonderegger đã âm mưu cách này hay cách khác với Moynier ở Genève để chống lại ông. Sonderegger từ trần năm 1904 mới 42 tuổi. Mặc dù quan hệ căng thẳng giữa họ, Dunant đã rất xúc động về cái chết không ngờ này. Năm 1935, con của Sonderegger và Susanna là René đã xuất bản bộ sưu tập các thư của Dunant gửi cho cha mình.

## Trở lại trong ký ức của công chúng

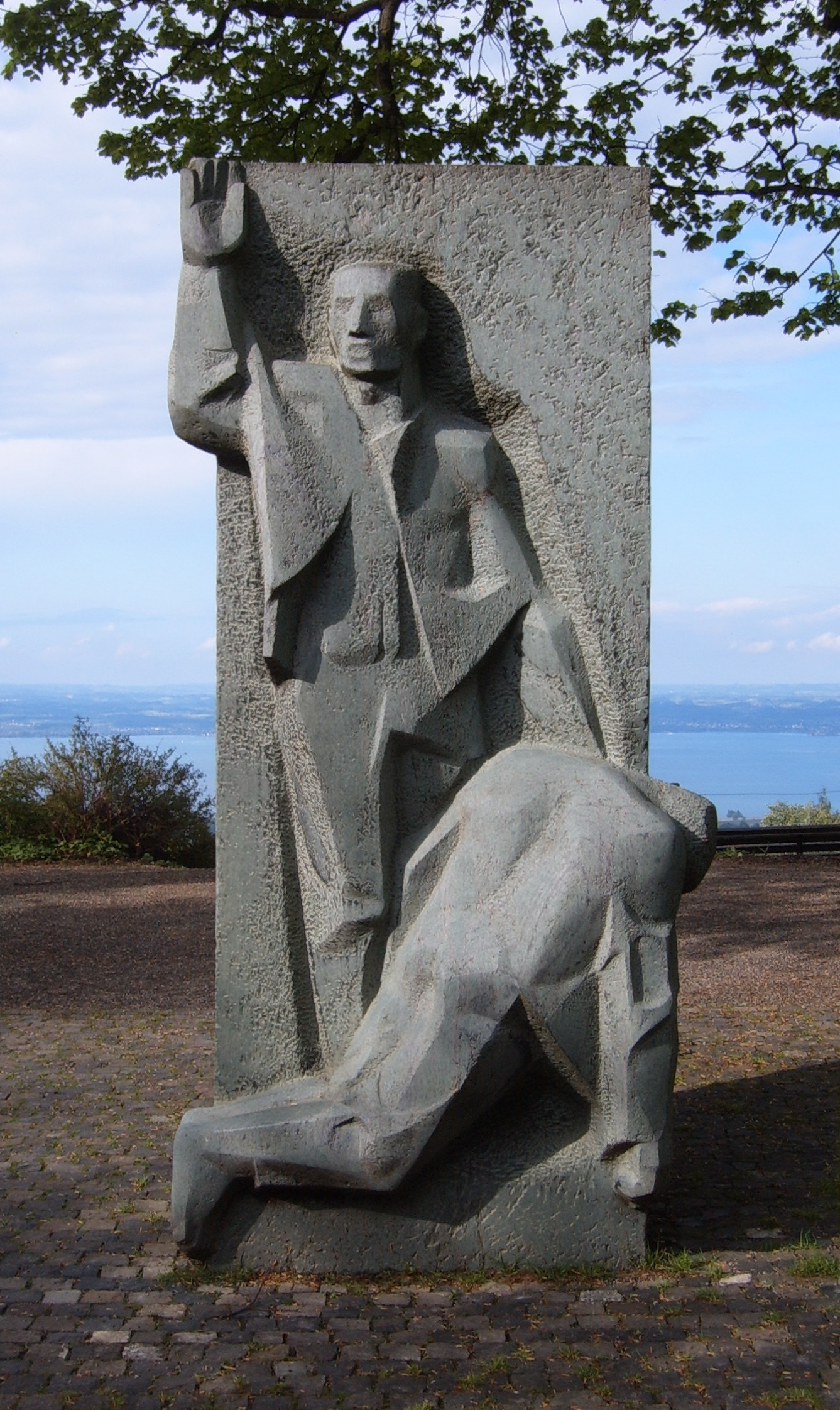
Đài kỷ niệm Henry Dunant ở Heiden, Thụy Sĩ.

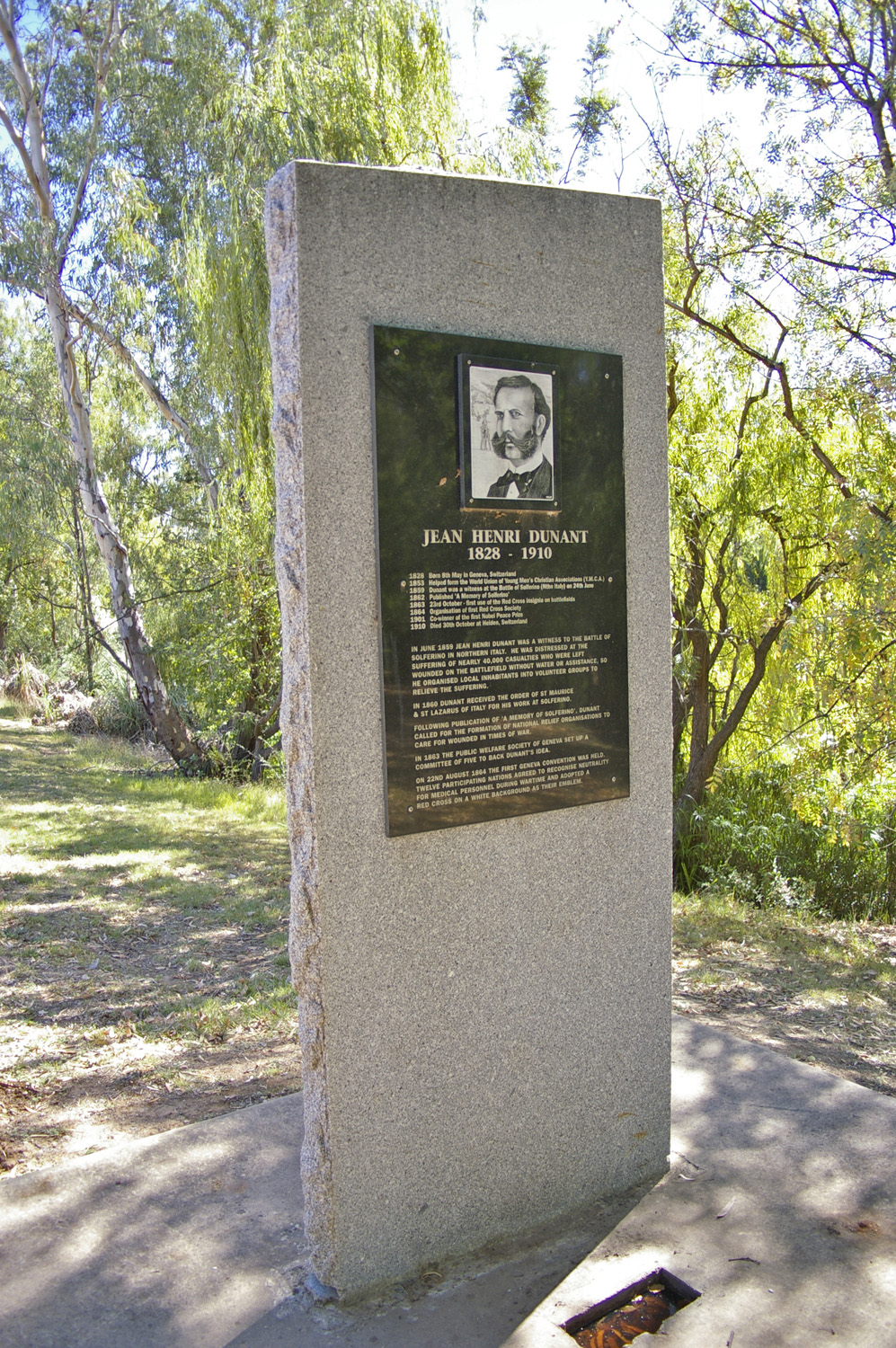
Đài kỷ niệm Henry Dunant ở Wagga Wagga, New Wouth Wales, Úc

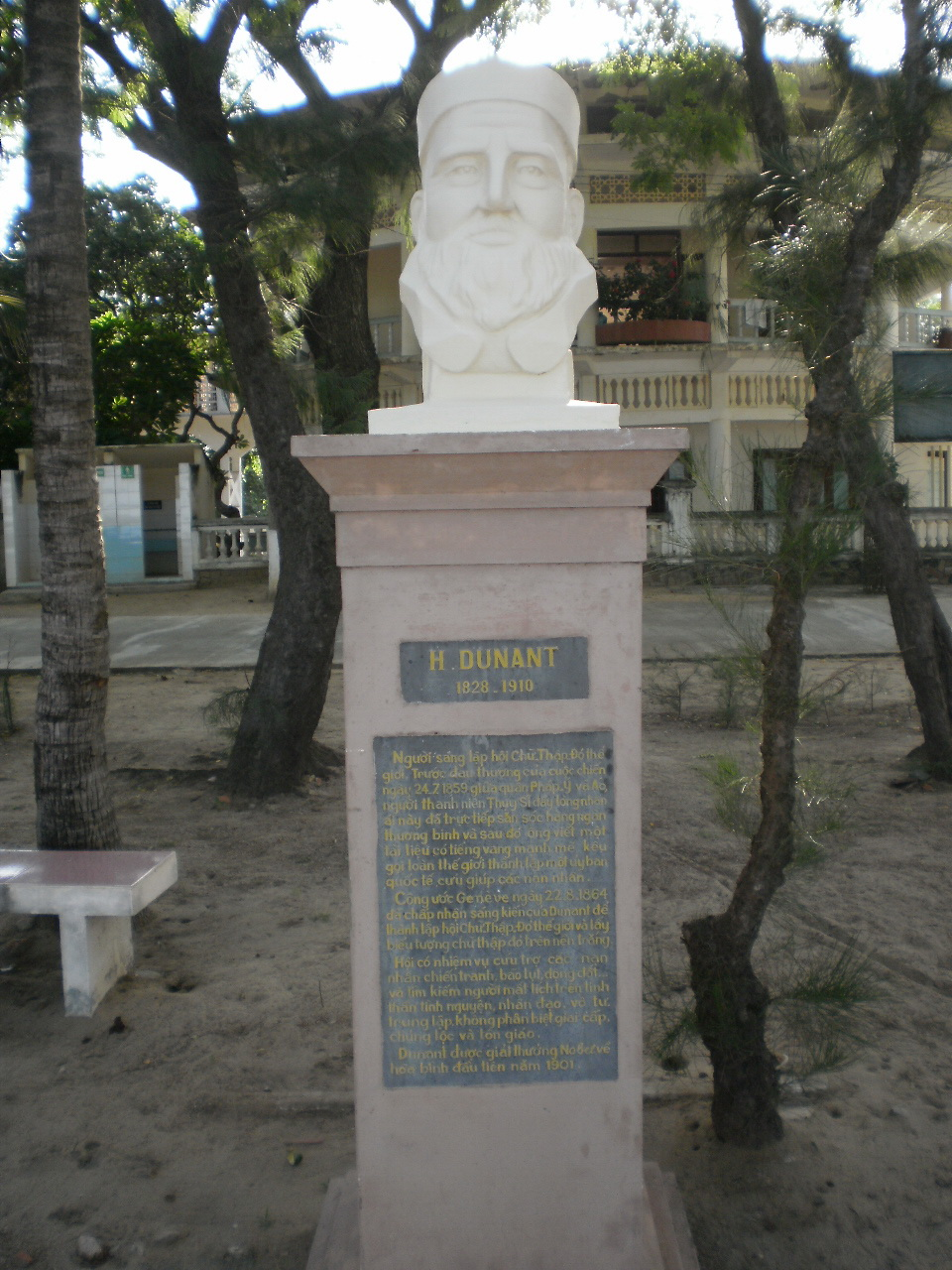
Tượng kỷ niệm Henry Dunant ở Quy Nhơn, Việt Nam.

Tháng 9 năm 1895, Georg Baumberger, chủ bút báo Die Ostschweiz ở St. Gallen đã viết một bài về người sáng lập phong trào Chữ thập đỏ, người mà ông đã gặp và đàm đạo trong một cuộc đi dạo ở Heiden một tháng trước. Bài báo có nhan đề "Henri Dunant, người sáng lập (hội) Chữ thập đỏ", xuất hiện trên tạp chí tiếng Đức có hình minh họa Über Land und Meer. Bài báo này đã được in lại ngay trên các báo xuất bản khắp châu Âu. Bài báo đã được quần chúng hưởng ứng, và Dunant lại nhận được sự quan tâm và ủng hộ. Ông được nhận "Giải Binet-Fendt" của Thụy Sĩ và một bức thư ngắn của giáo hoàng Leo XIII. Vì có sự trợ giúp từ cựu hoàng hậu Maria Feodorovna vợ góa của sa hoàng Nga cùng các tặng vật khác, tình hình tài chính của ông đã dược cải thiện đáng kể.
Năm 1897, Rudolf Müller, lức đó làm giáo viên ở Stuttgart, đã viết một quyển sách về nguồn gốc của phong trào Chữ thập đỏ, sửa lại lịch sử chính thức để nhấn mạnh tới vai trò của Dunant. Sách này cũng in cả bản văn "Một ký ức về Solferino" của Dunant trước kia. Dunant bắt đầu trao đổi thư tín với Bertha von Suttner và viết rất nhiều bài báo cùng các bài viết khác, nhất là viết về các quyền của nữ giới, và năm 1897 làm cho việc thành lập tổ chức "Chữ thập xanh" ("Green Cross") của phụ nữ được dễ dàng.

## Giải Nobel Hòa bình
Năm 1901, Dunant được thưởng giải Nobel Hòa bình đầu tiên cho vai trò sáng lập "Phong trào Chữ thập đỏ quốc tế" và việc khởi xướng Công ước Genève của ông. Bác sĩ quân y Hans Daae của Na Uy, người đã nhận được một bản sách của Müller, đã biện hộ cho trường hợp của Dunant tại Ủy ban Nobel. Giải này được trao chung cho Dunant và Frédéric Passy, một người Pháp theo chủ nghĩa hòa bình và sáng lập Liên đoàn Hòa bình (Peace League) và cùng hoạt động với Dunant trong tổ chức "Liên minh vì Trật tự và Văn minh" (Alliance for Order and Civilization). Lời chúc mừng chính thức của Ủy ban quốc tế cuối cùng đã tiêu biểu cho sự phục hồi danh dự của Dunant:
"Không ai xứng đáng với vinh dự này hơn ông, vì chính ông, 40 năm trước, là người đã phát động tổ chức quốc tế để cứu giúp các thương binh trên chiến trường. Không có ông, phong trào Chữ thập đỏ, thành tựu nhân đạo cao cả của thế kỷ 19 dường như sẽ không bao giờ được hình thành."
Moynier và toàn thể Ủy ban quốc tế cũng đã được đề cử cho giải này. Mặc dù trong quá trình bầu chọn, Dunant được sự ủng hộ rộng rãi, ông vẫn là một ứng viên gây tranh cãi. Một số người lý luận rằng Chữ thập đỏ và Công ước Genève đã làm cho chiến tranh hấp dẫn hơn và có thể hình dung được bằng việc loại bỏ một số đau khổ của nó. Vì thế, Müller, trong một lá thư gửi cho Ủy ban Nobel, đã biện luận là giải này sẽ được chia cho Dunant và Passy, người mà đôi lúc trong cuộc thảo luận, đã là ứng viên chính để trở thành người duy nhất được nhận giải. Müller cũng gợi ý là nếu giải được trao cho Dunant, thì nên trao ngay, vì ông tuổi cao và sức khỏe kém.
Hans Daae đã thành công trong việc đem phần tiền giải thưởng của Dunant – 104.000 francs Thựy Sĩ - gửi vào một ngân hàng Na Uy và ngăn ngừa các chủ nợ của ông đụng tới món tiền này. Bản thân Dunant chưa hề tiêu đồng tiền giải thưởng nào khi còn sống.

## Từ trần và tưởng niệm

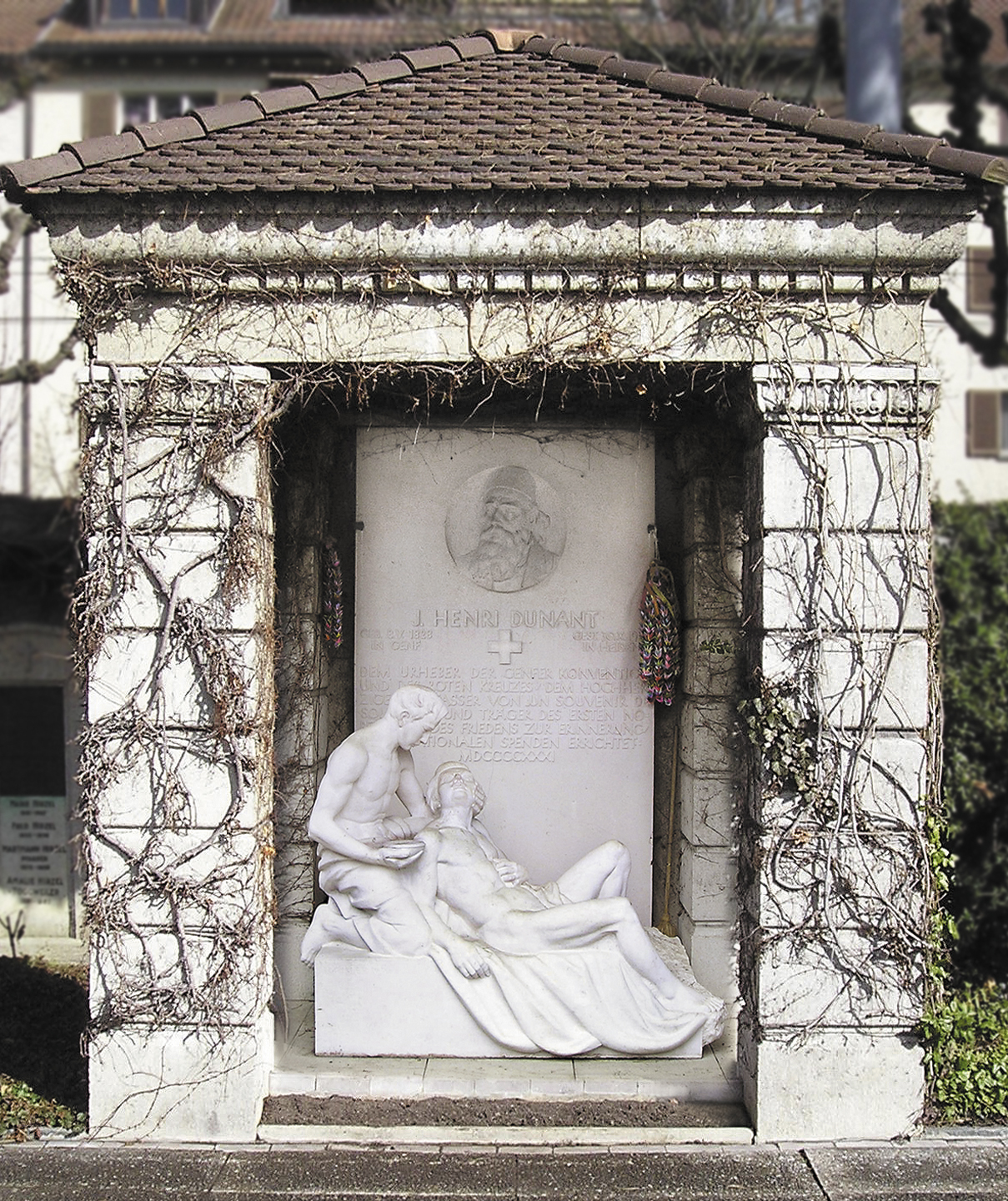
Mộ của Henry Dunant.

Trong số nhiều giải thưởng trong các năm tiếp theo, năm 1903 Dunant được trao một bằng tiến sĩ danh dự của Phân khoa Y học trường Đại học Heidelberg. Ông sống trong nhà dưỡng lão ở Heiden cho tới chết. Trong những năm cuối đời, ông bị chứng trầm uất (depression) và chứng hoang tưởng (paranoia) cho là mình bị các chủ nợ và Gustave Moynier truy hại. Đã có những ngày Dunant khăng khăng đòi người nấu thức ăn ở nhà dưỡng lão phải nếm thức ăn trước mắt ông, để bảo đảm là thức ăn không có thuốc độc. Mặc dù vẫn loan truyền đức tin Kitô giáo, trong những năm cuối đời ông thường bác bỏ và tấn công giáo thuyết Calvinism và tôn giáo, nói chung.
Theo các y tá chăm sóc ông, việc cuối cùng trong cuộc đời là ông gửi một bản sách của Müller tới hoàng hậu Ý vời lời đề tặng cá nhân. Ông từ trần ngày 30.10.1910, sống lâu hơn oan gia Moynier đúng 2 tháng. Mặc dù có lời chúc mừng của Ủy ban quốc tế Chữ thập đỏ trong buổi trao tặng giải Nobel Hòa bình, hai đối thủ (Dunant và Moynier) không hề giảng hòa với nhau.
Theo nguyện vọng của mình, ông được an táng không có lễ nghi trong Nghĩa trang Sihlfeld ở Zürich. Trong ý nguyện, ông cho tiền lập quỹ để bảo đảm các giường miễn phí trong nhà dưỡng lão Heiden luôn luôn dành cho các người nghèo trong vùng, và chuyển nhượng một số tiền cho các bạn bè cùng các tổ chức từ thiện ở Na Uy và Thụy Sĩ. Số tiền giải thưởng còn lại, được trả một phần cho các chủ nợ để giảm bớt món nợ của ông. Sự không đủ khả năng trả hết nợ là gánh nặng chủ yếu của ông cho tới khi qua đời.
Sinh nhật của ông, ngày 8 tháng 5, được lấy làm Ngày Chữ thập đỏ và Trăng lưỡi liềm đỏ thế giới (World Red Cross and Red Crescent Day). Nhà dưỡng lão cũ ở Heiden nay là nhà bảo tàng Henry Dunant. Tại Genève và các nơi khác, có vô số đường phố, quảng trường, trường học đặt theo tên ông. Huy chương Henry Dunant, được Ủy ban thường trực Phong trào Chữ thập đỏ và Trăng lưỡi liềm đỏ quốc tế trao mỗi 2 năm một lần, như huy chương cao quý nhất của tổ chức này.
Cuộc đời của ông được thể hiện, với vài yếu tố hư cấu, trong phim D'homme à hommes (1948), do Jean-Louis Barrault đóng vai chính, và quãng đời của ông khi thành lập Phong trào Chữ thập đỏ được thể hiện trong phim hợp tác sản xuất quốc tế Henry Dunant: Red on the Cross (2006).

## Các tác phẩm của Dunant
- Notice sur la Régence de Tunis, Genève, 1858
- L'Empire de Charlemagne rétabli ou le Saint-Empire romain reconstitué par sa majesté l'empereur Napoléon III, Genève, 1859
- Mémorandum au sujet de la société financière et industrielle des Moulins de Mons-Djemila en Algérie. Paris, non daté (v. 1859)
- Un souvenir de Solférino, Genève, 1862
- L'esclavage chez les musulmans et aux États-Unis d'Amérique, Genève, 1863
- La charité sur les champs de bataille, Genève, 1864
- Les prisonniers de guerre, Paris, 1867
- Bibliothèque internationale universelle, Paris, 1867

### Các sách tiếng Pháp
- Serge Bimpage, Moi, Henry Dunant, j'ai rêvé le monde. Mémoires imaginaires du fondateur de la Croix-Rouge, éd. Albin Michel, Paris, 2003
- Pierre Boissier, Henry Dunant, éd. Institut Henry Dunant, Genève, 1974
- Alexis François, Un grand humanitaire. Henri Dunant. Sa vie et ses œuvres. 1828 - 1910, éd. Comité international de la Croix-Rouge, Genève, 1928
- Stefan Markus, Henri Dunant, apôtre de la Croix Rouge, éd. Les Deux sirènes, Paris, 1948
- Jacques Pous, Henry Dunant, l'Algérien, préface de Henri Guillemin, Grounauer, Genéve, 1979

### Các sách tiếng Anh
- Henry Dunant: A Memory of Solferino. ICRC, Geneva 1986, ISBN 2-88145-006-7
- Pierre Boissier: History of the International Committee of the Red Cross. Volume I: From Solferino to Tsushima. Henry Dunant Institute, Geneva 1985, ISBN 2-88044-012-2
- Caroline Moorehead: Dunant's dream: War, Switzerland and the history of the Red Cross. HarperCollins, London 1998, ISBN 0-00-255141-1 (Hardcover edition); HarperCollins, London 1999, ISBN 0-00-638883-3 (Paperback edition)

### Các sách tiếng Đức
- Eveline Hasler: Der Zeitreisende. Die Visionen des Henry Dunant.  Verlag Nagel & Kimche AG, Zürich 1994, ISBN 3-312-00199-4 (Hardcover edition); Deutscher Taschenbuch Verlag, München 2003, ISBN 3-423-13073-3 (Paperback edition)
- Martin Gumpert: Dunant. Der Roman des Roten Kreuzes. Fischer Taschenbuch Verlag, Frankfurt 1987, ISBN 3-596-25261-X
- Willy Heudtlass, Walter Gruber: Jean Henry Dunant. Gründer des Roten Kreuzes, Urheber der Genfer Konvention. 4. Auflage. Verlag Kohlhammer, Stuttgart 1985, ISBN 3-17-008670-7